# Sciascinoso
Sciascinoso ist eine autochthone Rotweinsorte der italienischen Region Kampanien. Sie wird meist mit den Weinen der Sorten Piedirosso oder Aglianico verschnitten. Sortenrein ergibt die spätreifende und ertragsstarke  Sorte dunkelfarbige Rotweine, die zum schnellen Konsum gedacht sind. Die bestockte Fläche beträgt ca. 440 Hektar (Stand 1999).

## Synonyme
Sciascinoso ist auch unter den Namen Avellinese, Cascolo, Cascolone, Crovina, Fosco Peloso, Foscopeloso, Livella, Livella di Battipaglia, Livella Nera, Livellone, Olivella, Olivella Bastarda, Olivella Negra, Olivella Nera, Olivella Nostrana, Olivellone, Orpina, Orsina Nera, Sancinoso, Sancionosa, Sanginoso, Sangionoso, Sanguinosa, Sarcinosa, Sciascinuso, Sciasconoso, Strascinatolo, Strascinuso, Uva di Avellino, Uva di San Severino, Uva Olivella, Uva Olivella Verace, Uva Pane Rossa, Uva Sanseverino und Vulivella bekannt.

## Ampelographische Sortenmerkmale
In der Ampelographie wird der Habitus folgendermaßen beschrieben:
- Die Triebspitze ist offen. Sie ist wollig behaart mit leicht rötlichem Anflug. Die weißlichen Jungblätter sind ebenfalls behaart.
- Die mittelgroßen bis großen Blätter sind fünflappig und stark gebuchtet (siehe auch den Artikel Blattform). Die Stielbucht ist U-förmig offen. Das Blatt ist spitz gezähnt. Im Herbst verfärben sich die Blätter orange bis tief rot.
- Die zylinderförmige Traube ist groß, dichtbeerig und geschultert. Die ovalen Beeren sind mittelgroß und von tiefblauer bis violetter Farbe.

Der Sciascinoso reift ca. 30 – 35 Tage nach dem Gutedel und gehört damit zu den Rebsorten der mittleren dritten Reifungsperiode, die spät reifen.